# Borsbeek
Borsbeeklà một đô thị ở tỉnh Antwerp. Đô thị này chỉ gồm thị trấn Borsbeek proper. Tại thời điểm ngày 1 tháng 1 năm 2006, Borsbeek có dân số 10.257 người. Tổng diện tích là 3,92 km² với mật độ dân số là 2.617 người trên mỗi km².